# 박상옥 (법조인)
박상옥(朴商玉, 1956년 11월 13일 ~ )은 대한민국의 법조인이다.

## 생애
경기도 시흥시에서 태어나 경기고등학교와 서울대학교 법학과를 졸업하고 1978년 제 20회 사법시험에 합격하여 사법연수원 11기로 수료 후 1984년 서울지검에 검사로 임관했다. 1987년 박종철 고문치사 사건의 수사 검사였으며, 2009년부터 변호사로 일했다. 2014년부터 형사정책연구원장으로 재직 중, 2015년 2월 17일 양승태 대법원장에 의해 신영철 대법관의 뒤를 잇는 대법관으로 임명 제청되었다. 박종철 군 고문치사 사건 관여 등을 이유로 새정치민주연합과 정의당의 강력한 반발을 샀으나 5월 6일에 정의화 국회의장의 본회의 직권상정과 새누리당의 단독 처리로 인해 임명동의안이 통과되었고 같은 달 8일에 임명되었다.

## 학력
- ~ 1975년 경기고등학교 졸업
- ~ 1979년 서울대학교 법학 학사
- ~ 1988년 조지워싱턴대학교 로스쿨 비교법 석사

## 경력
- 1978년 제20회 사법시험 합격(사법연수원 11기 수료)
- 1984년 서울중앙지방검찰청 검사
- 1987년 수원지방검찰청 여주지청 검사
- 1989년 서울지방검찰청 동부지청 검사
- 1993년 춘천지방검찰청 속초지청장
- 1995년 인천지방검찰청 특별수사부장
- 1996년 대검찰청 범죄정보관리과장
- 1997년 사법연수원 교수
- 1999년 서울중앙지방검찰청 외사부장검사
- 2000년 대전지방검찰청 홍성지청장
- 2001년 서울고등검찰청 검사
- 2002년 대전고등검찰청 검사
- 2003년 서울고등검찰청 검사
- 2004년 의정부지방검찰청 고양지청장
- 2005년 대검찰청 공판송무부장
- 2006년 사법연수원 부원장
- 2007년 의정부지방검찰청 검사장
- 2008년 서울북부지방검찰청 검사장
- 2009년 법무법인 충정 구성원변호사
- 2010년 법무법인 산호 구성원변호사
- 2011년 법무법인 도연 대표변호사
- 2014년 1월 제13대 한국형사정책연구원장
- 2015년 5월 ~ 2021년 5월 대법원 대법관
- 2024년 3월 ~ 법무연수원 석좌교수

## 박종철 사건 수사
박종철은 1987년 1월 14일 경찰의 고문 끝에 사망했고, 1월 15일 중앙일보의 기사로 이 사건의 윤곽이 드러나자, 1월 16일, 경찰총수인 치안본부장 강민창이 "책상을 '탁'하고 치니 '억'하고 죽었다"는 보도자료를 내놓아 국민적인 공분이 들끓었다. 박상옥은 1987년 1월 당시 서울지검 형사 2부 신창언 부장검사와 안상수 검사와 함께 박종철군 고문치사사건의 수사에 투입되었다. 당시 박종철군의 연행에 6명의 경관이 동행하였으나 두 명의 경관만이 고문에 참여한 것으로 결론짓고 두 명의 경관만을 구속 기소하였다. 발표 2개월 뒤 박상옥은 인사이동에 따라 수원지검 여주지청으로 전보되었으나, 5월 18일 천주교 정의구현사제단의 김승훈 신부가 이 사건이 정권에 의해 조작되었음을 폭로하자 시작된 재수사에도 참여하였다. 이 재수사에서는 처음 수사에 참여한 검사들이 다시 재수사에 참여해, 이들의 교체를 요구하는 여론이 있었으나, 결국 박처원 치안감등 상급자 3명을 비롯한 6명을 구속기소하였다. 당시 검찰 고위층은 먼저 구속된 2명에 대한 교도소의 면회일지등을 통해 2월부터 사건이 조작되었다는 사실을 인지했으나 수사지휘권을 발동하지 않았던 것으로 밝혀졌다.